# NGC 549
NGC 549 est une galaxie spirale barrée située dans la constellation du Sculpteur. NGC 549 a été découverte par l'astronome britannique John Herschel en 1837.

## Caractéristiques
Sa vitesse par rapport au fond diffus cosmologique est de 5 845 ± 34 km/s, ce qui correspond à une distance de Hubble de 86,2 ± 6,1 Mpc (∼281 millions d'al).
À ce jour, deux mesures non basées sur le décalage vers le rouge (redshift) donnent une distance de 79,700 ± 1,697 Mpc (∼260 millions d'al), ce qui est à l'intérieur des valeurs de la distance de Hubble.
La classe de luminosité de NGC 549 est I.